# جولى سومارس
جولى سومارس (بالإنجليزية: Julie Sommars)‏ هي ممثلة أمريكية، ولدت في 15 أبريل 1942 في الولايات المتحدة.

## أعمال

### مسلسلات
- موردر
- ماتلوك

## وصلات خارجية
- جولى سومارس على موقع IMDb (الإنجليزية)
- جولى سومارس على موقع ألو سيني (الفرنسية)
- جولى سومارس على موقع أول موفي (الإنجليزية)
- جولى سومارس على موقع قاعدة بيانات الأفلام السويدية (السويدية)
- جولى سومارس على موقع إن إن دي بي (الإنجليزية)
- جولى سومارس على موقع قاعدة بيانات الفيلم (الإنجليزية)
- جولى سومارس على موقع كينوبويسك (الروسية)